# 有機ハロゲン化合物
有機ハロゲン化合物（ゆうきハロゲンかごうぶつ、Organohalogen compound）または有機ハロゲン化物（ゆうきハロゲンかぶつ、Organohalide）とは、炭素-ハロゲンの共有結合を有する有機化合物であり、以下の化合物の総称である。
- 有機フッ素化合物
- 有機塩素化合物
- 有機臭素化合物
- 有機ヨウ素化合物